# Nicolae Dunca (senator)
Nicolae Dunca (n. 8 ianuarie 1940) este un fost senator român în legislatura 1990-1992 ales în județul Sălaj pe listele partidului FSN. Nicolae Dunca a demisionat din Senat pe data de 4 mai 1992. În cadrul activității sale parlamentare, Nicolae Dunca a fost membru în grupurile parlamentare de prietenie cu Canada, Regatul Unit al Marii Britanii și Irlandei de Nord. 